# Стоєнешть (Вилча)
Стоєнешть, Стоєнешті (рум. Stoenești) — село у повіті Вилча в Румунії. Входить до складу комуни Стоєнешть.
Село розташоване на відстані 170 км на північний захід від Бухареста, 16 км на захід від Римніку-Вилчі, 92 км на північ від Крайови, 127 км на південний захід від Брашова.

## Населення
За даними перепису населення 2002 року у селі проживала 531 особа, усі — румуни. Усі жителі села рідною мовою назвали румунську.